# رمیگیوس والیولیس
رمیگیوس والیولیس (انگلیسی: Remigijus Valiulis؛ زادهٔ ۲۰ سپتامبر ۱۹۵۸) دونده اهل لیتوانیایی‌تبار اهل شوروی بود.
از افتخارات وی میتوان به کسب مدال طلا ۴×۴۰۰ متر امدادی در بازی‌های المپیک تابستانی ۱۹۸۰ اشاره کرد.